# Abstieg Christi in die Unterwelt

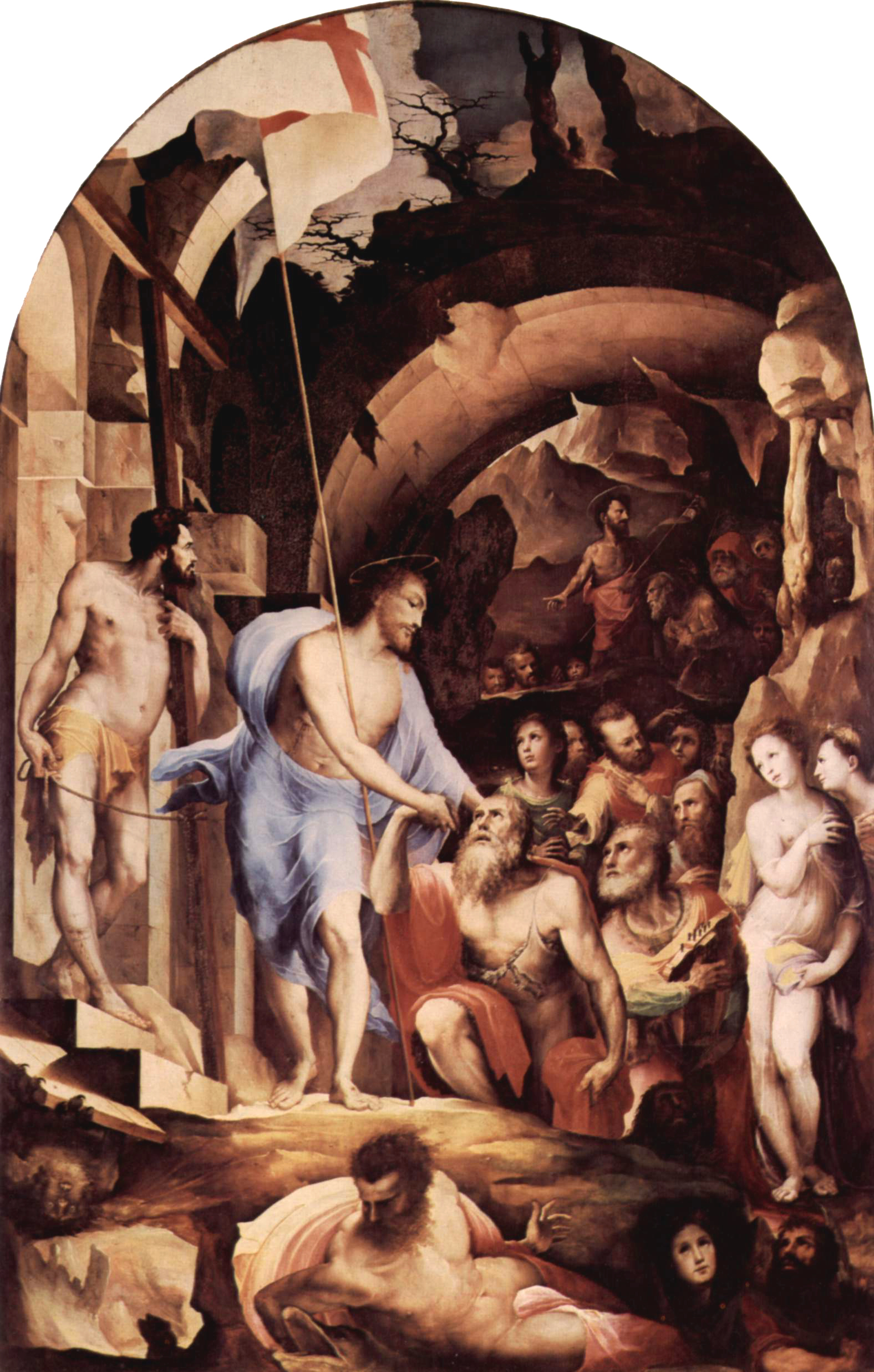
Abstieg Christi in die Unterwelt, Domenico Beccafumi (1530/35)

Der Abstieg Christi in die Unterwelt (lateinisch Descensus Christi ad inferos, griechisch Katabasis), volkstümlich auch Höllenfahrt Christi, bezeichnet die überlieferte christliche Vorstellung, dass Jesus Christus in der Nacht nach seiner Kreuzigung in die Unterwelt hinabgestiegen sei und dort die Seelen der Gerechten seit Adam befreit habe. Hintergrund dieser Vorstellung ist unter anderem die Frage, wo Jesu Christi Seele zwischen Kreuzigung und Auferstehung gewesen sei. Man beruft sich dabei auf die biblischen Aussagen in Epheser 4,9  und 1. Petrus 3,19 .

## Glaubenslehre

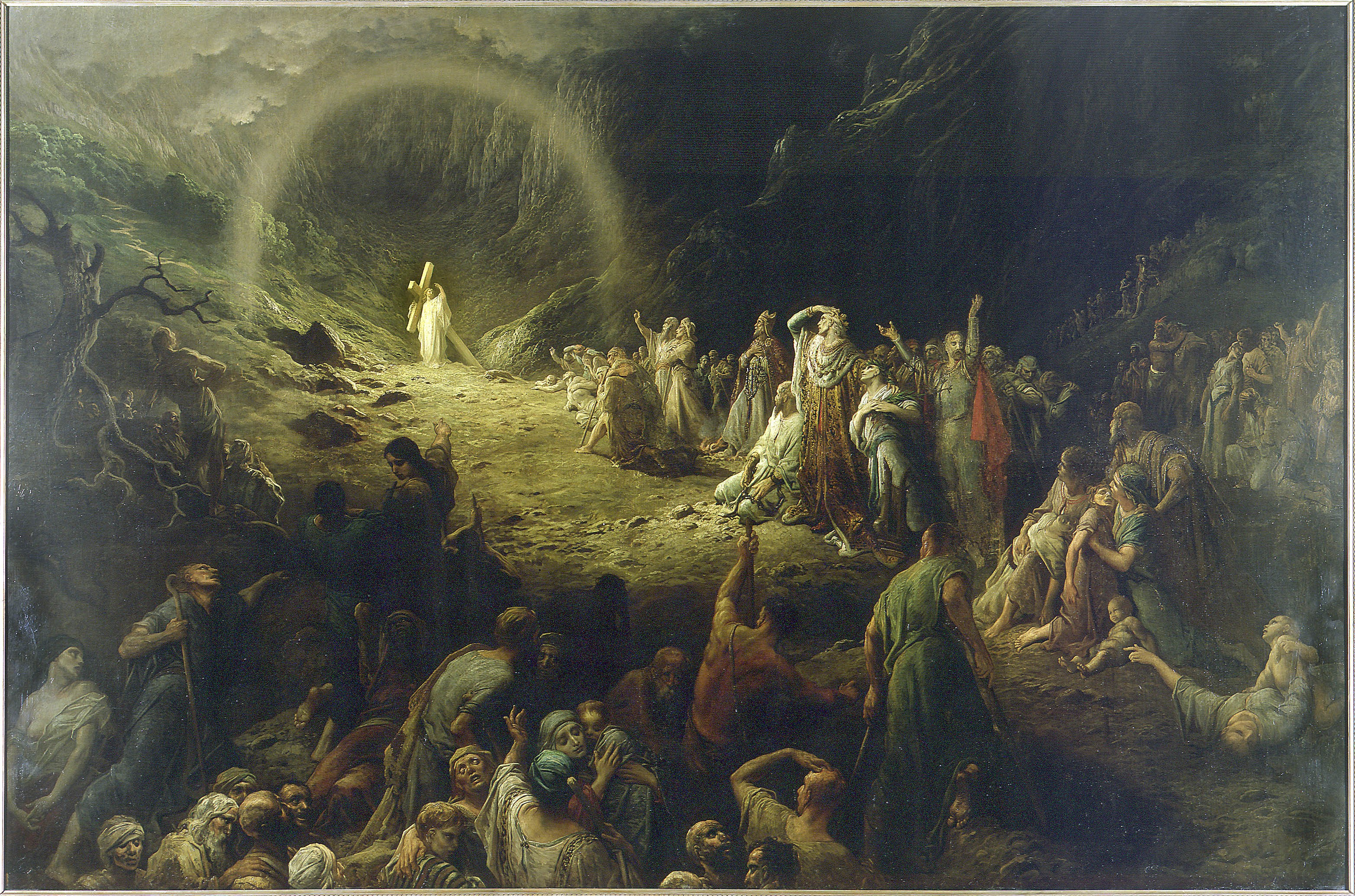
Jesus im Tal der Tränen, Gustave Doré (1883)

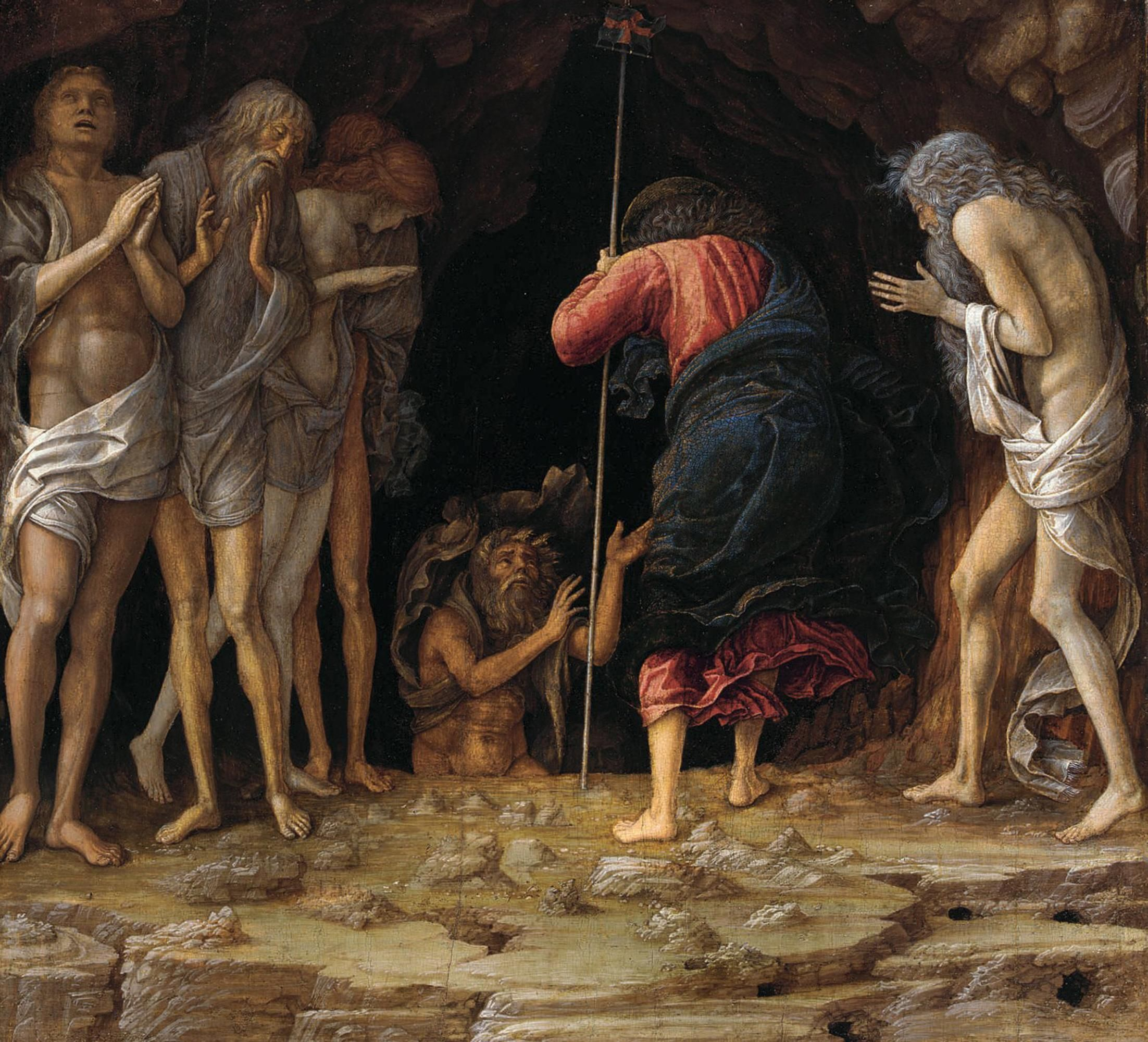
Christus im Limbus, Andrea Mantegna (1470–1475)

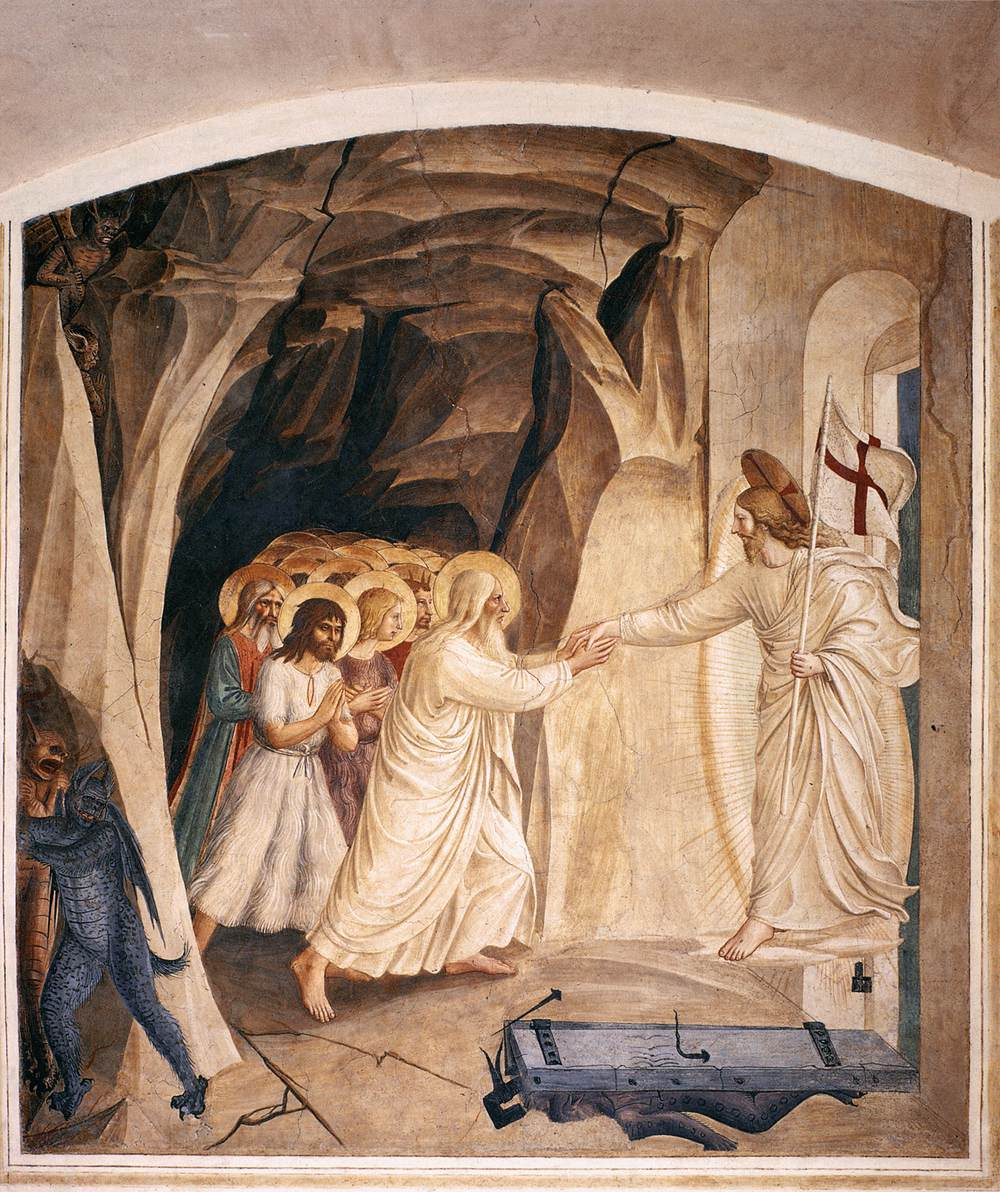
Christus im Limbus, Fra Angelico (1441–1442)

Die Unterwelt wird im griechischen Text des Epheserbriefes (κατέβη εἰς) τὰ κατώτερα [μέρη] τῆς γῆς genannt, wörtlich „(er stieg hinab in) die Untersten [Regionen] der Erde“, in der lateinischen Übersetzung inferiores partes terrae („die untersten Regionen der Erde“). An anderen Stellen des Neuen Testaments wird die Hölle als Gehenna bezeichnet, das von dem Begriff für die Unterwelt Hades unterschieden wird. Einige Theologen verwenden Limbus, um den von Christus betretenen Teil der Unterwelt von der Hölle der Verdammten abzugrenzen. Im Apostolischen und Athanasischen Glaubensbekenntnis wird in den lateinischen Worten descendit ad inferos ausgedrückt, was mit „hinabgestiegen in das Reich des Todes“ oder „herabgestiegen zur Unterwelt“ übersetzt wird.

### Schriften der Kirchenväter
Diese Vorstellung vom Abstieg Christi in die Unterwelt wurde von den Kirchenvätern mit verschiedenen biblischen Aussagen teils in intendiert wörtlicher, teils in allegorischer Deutung in Verbindung gebracht. In der Patristik wurde „der Glaubensartikel vom Abstieg Jesu in das Reich der Toten gegen die Gnosis als eine Glaubenslehre betont“.
In apokryphem Schrifttum, insbesondere in den Pilatusakten (Evangelium Nicodemi), wird der Hinabstieg Jesu in die Unterwelt als Sieg über die Mächte der Unterwelt mit einer Vielzahl von Handlungselementen dramatisch und anschaulich erzählend ausgeschmückt.
Das Motiv fand Eingang in die Liturgie und in die mittelalterliche Jenseitsliteratur, aber auch in die mittelalterlichen Passionsspiele, die den Streit mit den Teufeln zuweilen für breit ausgeführte komische Einlagen (Diablerien) nutzen.

### Ostkirche
Für die Ostkirche gilt der österlich gedeutete Abstieg ins Totenreich als das zentrale Heilsereignis. (KEK I, S. 196) „Dass der Auferstehung (Anastasis) Jesu ein Hinabsteigen (Katabasis) Jesu in das Reich des Todes (Hades) vorausging, ist […] in der östlichen Kirche […] das zentrale Motiv der Oster-Ikone.“

### Römisch-katholische Kirche
- Im Katholischen Erwachsenenkatechismus (KEK) wird ausgeführt, der Hinabstieg Jesu Christi in das Reich des Todes gehöre zu den weithin vergessenen Glaubenswahrheiten; er erscheine „den meisten Christen unverständlich und fremd“.[3] In der „Sprache des damaligen Weltbildes“ sei ausgedrückt worden, dass Jesus nicht nur das allgemeine Todesschicksal geteilt habe, sondern auch eingegangen sei „in die ganze Verlassenheit und Einsamkeit des Todes, daß er die Erfahrung der Sinnlosigkeit, die Nacht und in diesem Sinn die Hölle des Menschseins auf sich genommen“ habe. Die kirchliche Tradition verknüpfte den Glaubensartikel mit dem 1. Petrusbrief, Kapitel 3, Vers 19: „So ist er auch zu den Geistern gegangen, die im Gefängnis waren, und hat ihnen gepredigt.“[4]

- Im Weltkatechismus (KKK 636 f.[5]) heißt es zusammenfassend:

„636 Mit ‚hinabgestiegen in das Reich des Todes‘ bekennt das Glaubensbekenntnis, daß Jesus wirklich gestorben ist und durch seinen Tod für uns den Tod und den Teufel besiegt hat, ‚der die Gewalt über den Tod hat‘ (Hebr 2,14 ).
637 Der tote Christus ist in seiner Seele, die mit seiner göttlichen Person vereint blieb, zum Aufenthaltsort der Toten hinabgestiegen. Er hat den Gerechten, die vor ihm gelebt hatten, die Pforten des Himmels geöffnet.“

In der Neuzeit wird die historisch bedingte Abhängigkeit vom damaligen Weltbild betont (vgl. KEK, s. o.) und gefragt, wie der Glaubensartikel heute zu verstehen ist:
- Unter den zahlreichen theologischen Neudeutungen ist etwa die von Hans Urs von Balthasar zu nennen, der zufolge die Unterwelt, in die Jesus hinabstieg, als die Gottverlassenheit zu verstehen sei, die Jesus auf sich genommen habe, um den Menschen nahe zu sein, die sich gegen Gott entschieden hatten. Zu diesem Thema verfasste Wilhelm Maria Maas, dessen Mentor von Balthasar war, das Werk Gott und die Hölle: Studien zum Descensus Christi, dem das Credo in der lateinischen Fassung zugrunde liegt. Von Balthasars und Maasens theologische Neudeutung gründet auf der Karsamstagstheologie der Mystikerin Adrienne von Speyr.

- Bei Gerhard Ludwig Müller heißt es: „Gott selbst steigt in die Tiefen des Todes und der Gottverlassenheit des Sünders hinab. Indem er an sich selbst diese Macht erfährt, überwindet Gott im gekreuzigten und begrabenen Jesus auch das Gesetz der Negation, des Teufels und der Sünde, deren Sold der ewige Tod ist.“[6]
- Ähnlich Gisbert Greshake: „Indem Gott selbst in den Machtbereich des Todes tritt, hört dieser auf, die Zone der Gottesferne, der Beziehungslosigkeit und Finsternis zu sein.“[7]

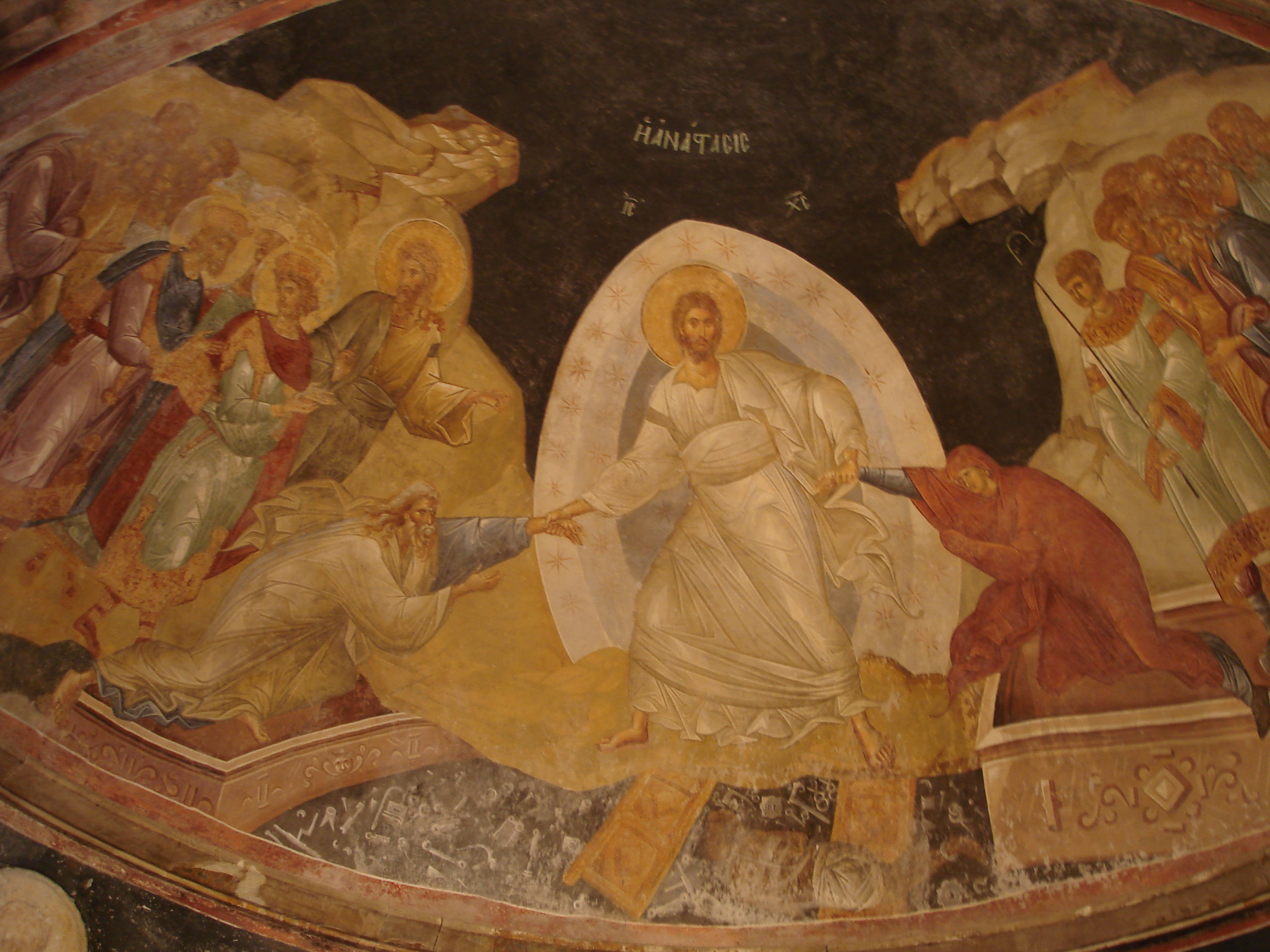
Anastasis; Fresko in der Chorakirche in Istanbul (um 1320)

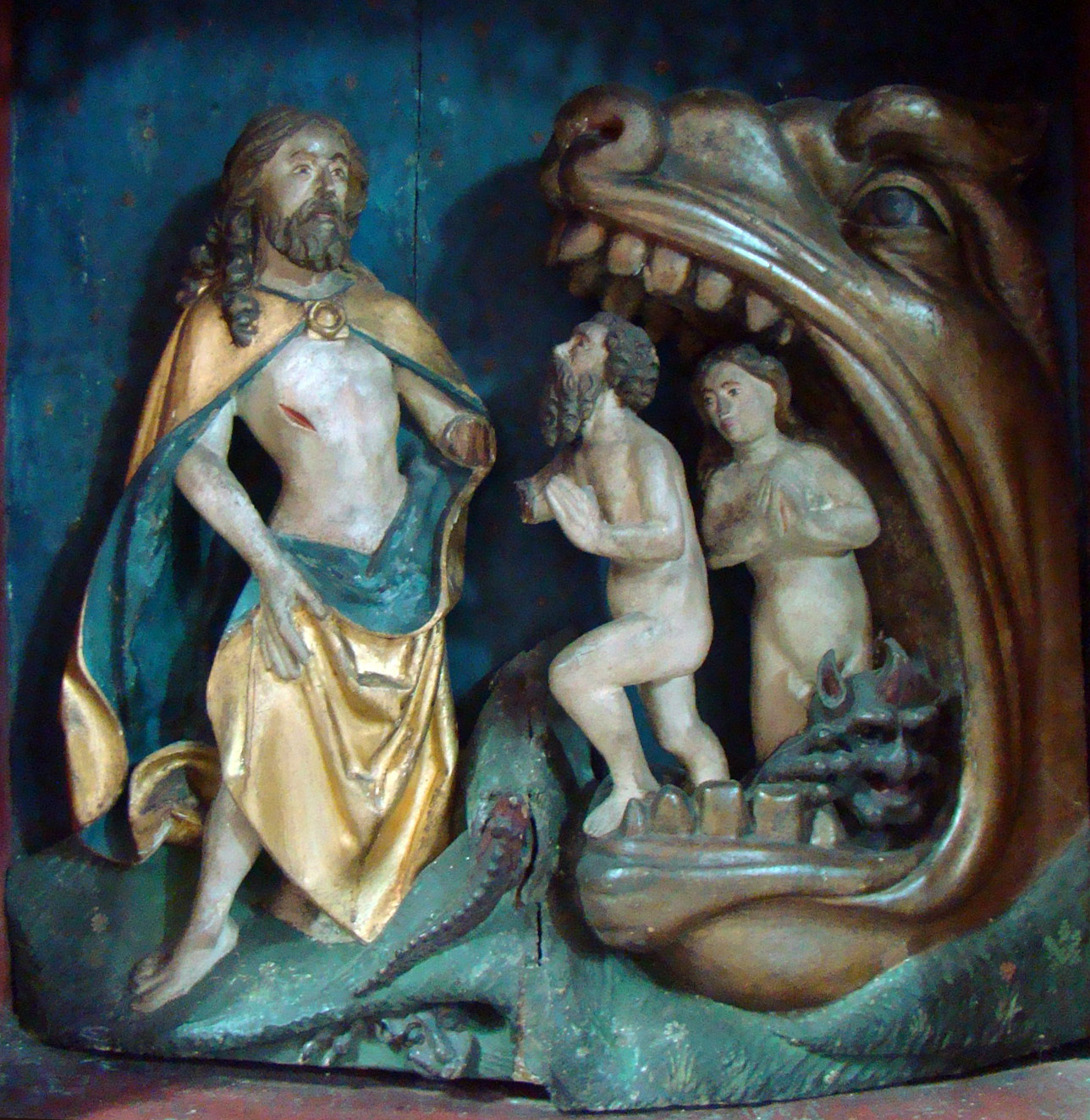
Christus in der Unterwelt; mittelalterliches Bildschema: Relief aus dem „Nonnenaltar“ der Universitätskirche Rostock, um 1500

## Ikonographie
Der Abstieg Christi in die Unterwelt wurde zu einem der wichtigsten Themen in der christlichen Ikonographie und stellt bis heute in der Ostkirche das zentrale Osterbild dar. Meist sieht man auf solchen Ikonen der Anastasis Christus (zuweilen begleitet von Dismas, dem guten Schächer) auf dem zerbrochenen Tor zur Unterwelt, wie er als Sieger über den Tod Adam und Eva als Erste der Erlösten aus der Unterwelt herausführt. Das Bildthema Christus in der Unterwelt findet sich in der westlichen Kunst fast nur in ausführlichen Bildzyklen des Lebens Christi.